# 8335 Sarton
8335 Sarton este un asteroid din centura principală, descoperit pe 28 februarie 1984, de H. Debehogne.